# Totenfürsorge

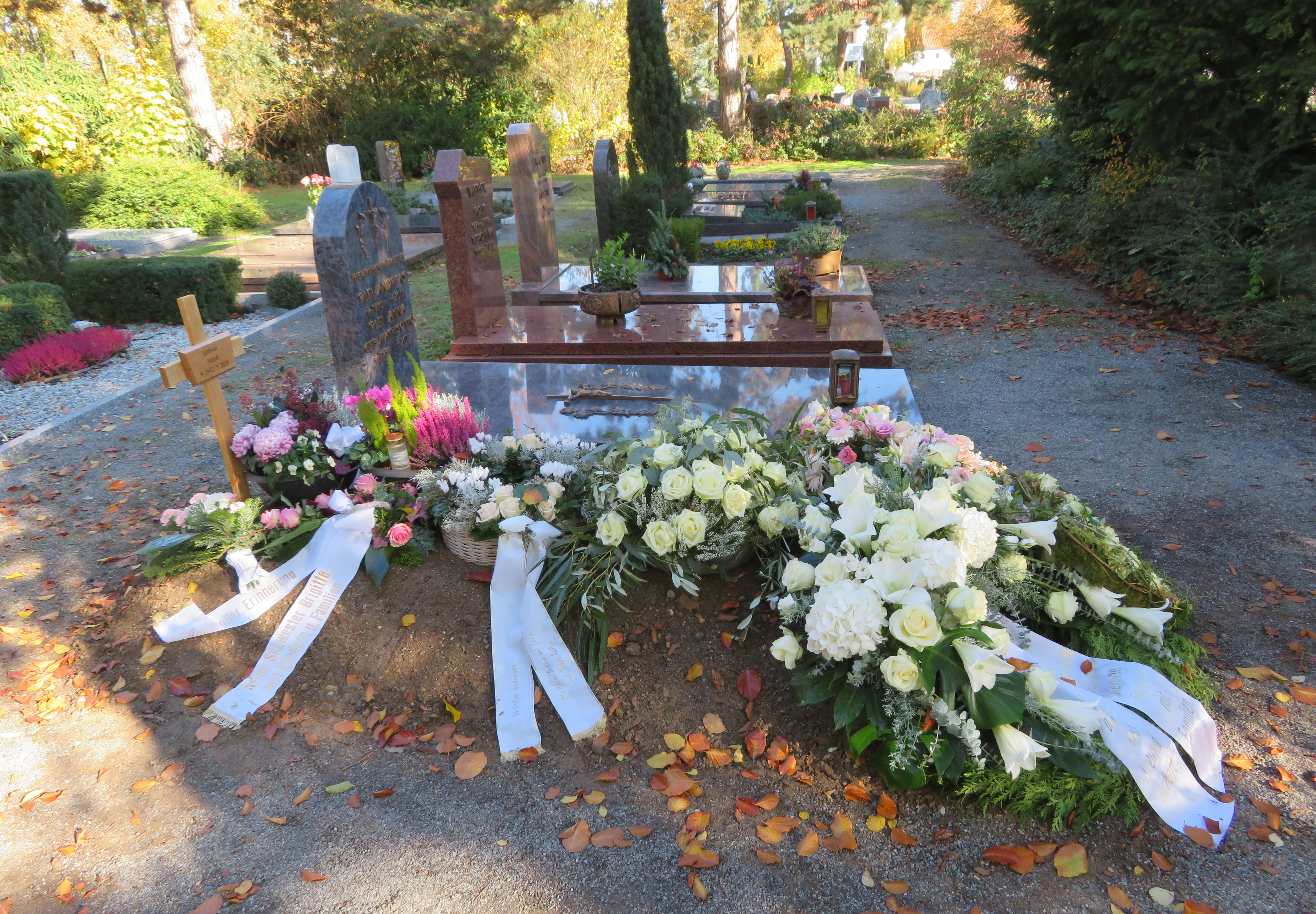
Geschmücktes Grab nach einer Sargbestattung

Die Totenfürsorge ist das gewohnheitsrechtlich verbürgte Recht und zugleich die Pflicht, sich um den Leichnam eines Verstorbenen und eine angemessene Bestattung zu kümmern.

## Umfang

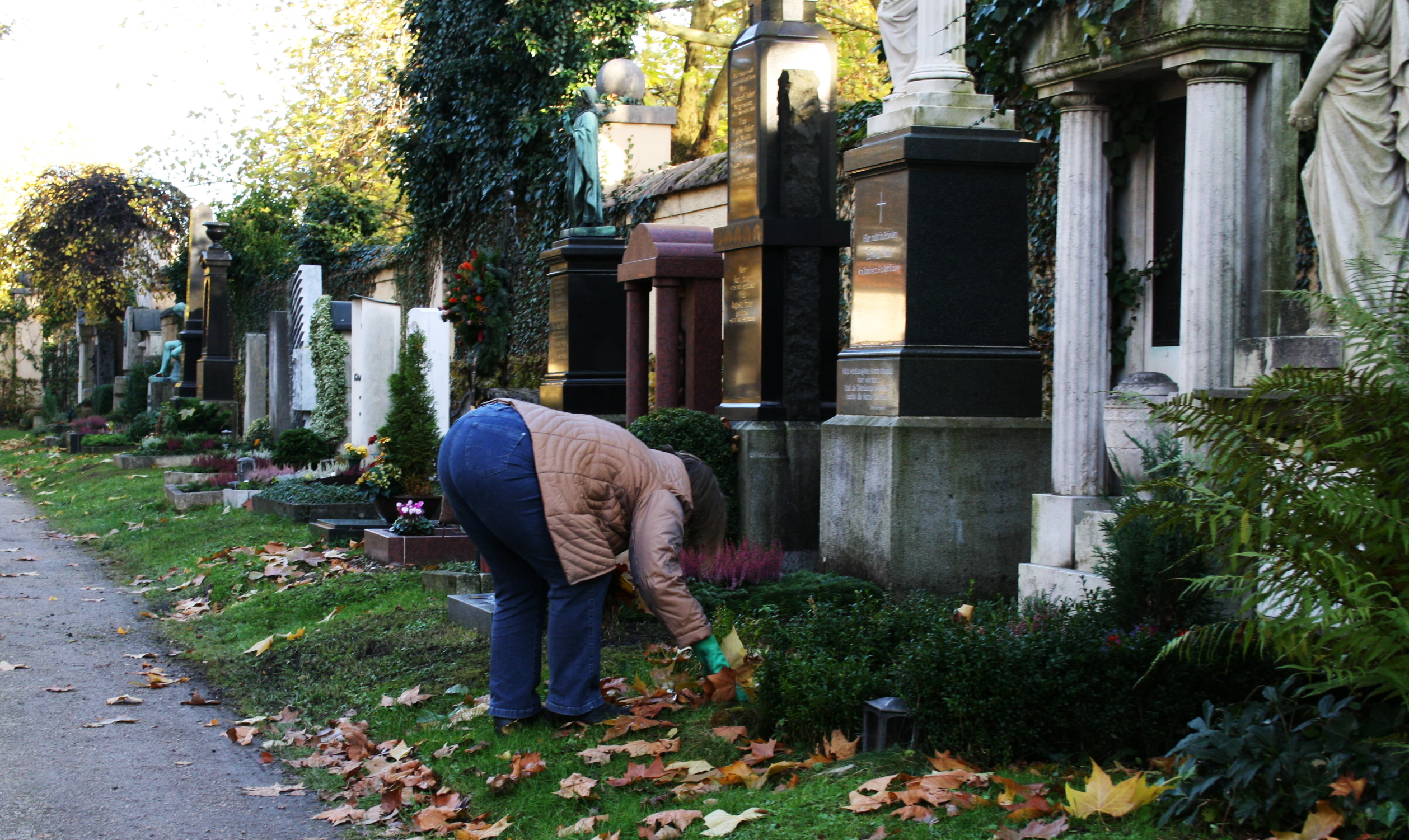
Grabpflege auf einem Friedhof

Dem Wortsinn nach handelt es sich um jegliche Fürsorge für den Toten. Die Totenfürsorge umfasst das Verfügungsrecht über die Leiche. Damit verbunden ist die Pflicht, die Bestattung des Verstorbenen zu veranlassen. Im weiteren Sinne sind auch Strafanzeigen wegen Störung der Totenruhe oder Verunglimpfung des Andenkens Verstorbener eingeschlossen.
Durch den Vertrag mit der Verwaltung eines Friedhofsträgers kommt ein Grabnutzungsrecht zustande. Darin können weitere Einzelheiten wie z. B. die Grabpflege geregelt sein.
Im Nachhinein können insbesondere Umbettungen während der Ruhefrist dazu gehören. Im weiteren Sinne gehören auch Anordnungen zu Obduktion und Exhumierung zur Fürsorge für den Toten.

## Totenfürsorgerecht

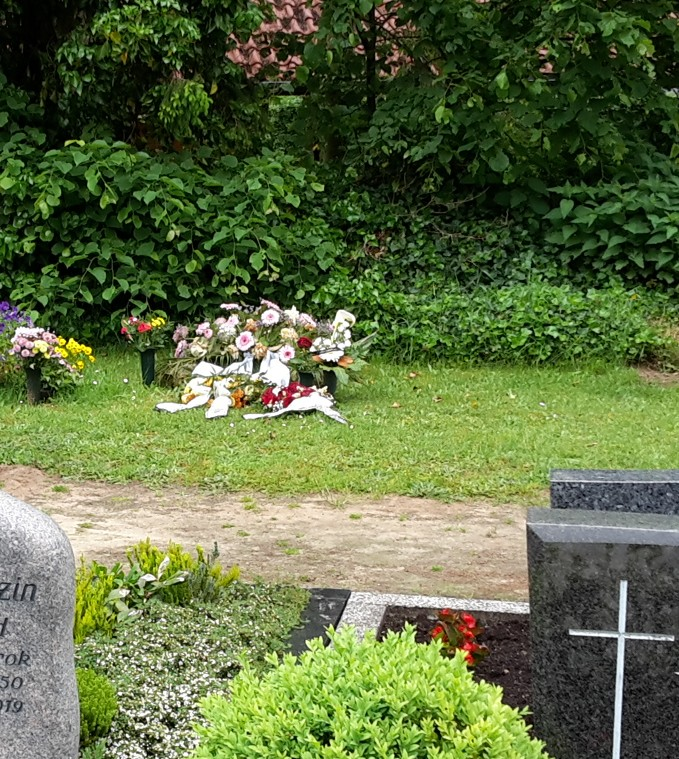
Geschmücktes Grab nach einer Urnenbestattung

### Inhalt
Das Recht der Totenfürsorge umfasst das Entscheidungsrecht über den Leichnam des Verstorbenen, über die Art und den Ort der Bestattung und eine eventuelle Umbettung sowie die Veranlassung der ärztlichen Leichenschau und die Wahrnehmung von Rechten im Strafrecht, dazu insbesondere § 167a, § 168, § 189 StGB.

### Wille des Verstorbenen
Beherrschender Grundsatz des Totenfürsorgerechts ist die Maßgeblichkeit des Willens des Verstorbenen. Demgemäß entscheidet dieser Wille in erster Linie über Art und Ort der Bestattung. Er kann das Totenfürsorgerecht den Angehörigen insgesamt entziehen und einen Dritten damit beauftragen.
Lediglich wenn und soweit ein Wille des Verstorbenen nicht erkennbar ist, sind nach gewohnheitsrechtlichem Grundsatz die nächsten Angehörigen des Verstorbenen berechtigt und verpflichtet, über den Leichnam zu bestimmen und über die Art der Bestattung sowie die letzte Ruhestätte zu entscheiden.
Soweit der Verstorbene zu Lebzeiten eine dementsprechende Vollmacht oder ein Testament erstellt hat, steht das Totenfürsorgerecht dem Bevollmächtigten zu. Eine solche Willenserklärung ist vorrangig gegenüber dem Totenfürsorgerecht der Angehörigen. Es begründet auch nach den Bestattungsgesetzen einiger Bundesländer eine öffentlich-rechtliche Bestattungspflicht. Mit der Bestattungsvorsorge bei einem treuhänderischen Bestatter können Anweisungen zum Todesfall, zur Bestattung und zur Totenfürsorge getroffen sein. Diese sind vom Totenfürsorger zu beachten. Gegenstände der Totenfürsorge können benannt sein.

### Gewohnheitsrecht
Gewohnheitsrechtlich steht das Recht zur Totenfürsorge den nächsten Angehörigen, dem Ehegatten und seinen Verwandten in gerader Linie zu. Diese Totenfürsorgepflicht der nächsten Familienangehörigen ist durch Gewohnheitsrecht, in Verbindung mit Art. 1 Abs. 1, Art. 2, Art. 3 und Art. 6 des Grundgesetzes und unter Beachtung der lediglich ergänzend heranzuziehenden öffentlich-rechtlichen Bestimmungen des ehemaligen Reichsgebiets (§ 2 Abs. 3 des Gesetzes über die Feuerbestattung vom 15. Mai 1934, RGBl. I S. 380) und der Bestattungsgesetze der jetzigen Bundesländer der Bundesrepublik Deutschland, verbürgt. Eine Abgrenzung des gewohnheitsrechtlichen Totenfürsorgerechtes zur öffentlich-rechtlichen Bestattungspflicht hat der BGH in seiner Entscheidung vom 14. Dezember 2011, IV ZR 132/11 vorgenommen.
Der Erbberechtigte ist nicht der Zuständige für die Totenfürsorge. Ist der zur Totenfürsorge Berufene auch Erbe, so bleibt das Totenfürsorgerecht dennoch bestehen, auch wenn er die Erbannahme ausschlägt.

### Bestattungsvertrag
Der Fürsorgende entscheidet über Ort und Gestaltung der Bestattung, soweit der Verstorbene selbst zu Lebzeiten keine verbindliche Bestattungsverfügung getroffen hat. Der Fürsorgende schließt üblicherweise einen Vertrag mit dem Bestatter, um die Bestattung durchzuführen. Für die Ruhezeit ist das Vertragsverhältnis mit der Friedhofsverwaltung zur Nutzung der gewünschten Grabfläche bindend. Er erwirbt Pflichten und Rechte zur weiteren Fürsorge für den Toten. Dazu gehört auch die Wahrung des postmortalen Persönlichkeitsrechtes. Dieser Rechtsbegriff ist allerdings in dieser Form im deutschen Recht nicht fixiert. Vielmehr ist das Gewohnheitsrecht zur Totenfürsorge in den Bestattungsgesetzen der deutschen Länder mit dem Nutzungsrecht an der Grabstelle verknüpft. Nach der Bestattung umfasst die Totenfürsorge die würdige Gestaltung der Grabstelle durch Pflanzen oder Ausrüstungsgegenstände, das Aufstellen des Grabsteines und dergleichen.

### Friedhofsrecht
Die Statuten des Friedhofs können dieses Recht begrenzen. Insofern ist bereits die Auswahl der Bestattungsfläche mit den hinterlassenen Wünschen des Verstorbenen abzustimmen, etwa im Falle einer muslimischen Bestattung. Der Nutzungsberechtigte ist als Vertragspartner auch entscheidungsbefugt über die weitere Nutzung der Grabstelle, etwa bei Umbettungen in andere Friedhöfe. Insofern ist er Berechtigter zur Einhaltung der Totenruhe. Dieses aus der Totenfürsorge begründete Nutzungsrecht kann per Vollmacht oder Vertragsänderung an Folgepersonen oder Treuhänder übergeben werden. Verstirbt der Nutzungsberechtigte, ist in Friedhofsgesetzen oder örtlichen Friedhofsstatuten meist die Folge definiert, bis hin zur Übertragung an die Friedhofsverwaltung. Andererseits ist der Nutzungsberechtigte durch das Vertragsrecht der letztendlich Alleinbefugte, auch wenn es empfohlen ist, sich mit weiteren Nachkommen des Verstorbenen abzustimmen.

## Bestattungspflicht
Bestattungsgesetze der Bundesländer regeln (ergänzend) die Bestattungspflicht, die einen Teil der Totenfürsorge darstellt. Hier sind die eingetragenen Lebenspartner dem Ehegatten inzwischen weitgehend gleichgestellt. Ersatzweise sind die nächsten Seitenverwandten berechtigt und verpflichtet. In den Bestattungsgesetzen ist die Reihenfolge der zur Bestattung Verpflichteten benannt. Diese differiert in den einzelnen Bundesländern in Einzelheiten. Die Bestattung von Verstorbenen ist nach den Landesgesetzen vorrangig eine öffentlich-rechtliche Pflicht, die sich aus der Hygiene ergibt. Für die Ausführung sind die im Einzelnen benannten (privat-rechtlichen) Personen verantwortlich. Findet sich keine der im Gesetz benannten Personen oder weigert sich diese, die Bestattung zu veranlassen, ist die im Gesetz benannte Behörde zuständig. Dies ist nach allen Bestattungsgesetzen das kommunale Ordnungsamt. Im Falle aufgefundener Toter kann das Gesundheitsamt für die Bestattung zuständig sein. Üblicherweise schließt die Behörde mit Bestattungsunternehmen Pauschalverträge.
Rechtliche Betreuer sind nicht zur Bestattung des ehemals Betreuten verpflichtet.
Dem Bestattungspflichtigen, meist also dem Totenfürsorgeberechtigten, sind die Bestattungskosten in erster Linie von den Erben zu erstatten (§ 1968 BGB). Auch Unterhaltspflichtige sind (nachrangig) zur Übernahme der Bestattungskosten verpflichtet (§ 1615 Abs. 2, § 1615m BGB). Das Gleiche gilt für den Verursacher eines Todesfalles (§ 844 BGB).
Im Falle der Mittellosigkeit des Zahlungspflichtigen kann die Übernahme der notwendigen Bestattungskosten im Rahmen der Sozialhilfe beantragt werden (§ 74 SGB XII). Auf Antrag wird geprüft, ob die Kostenübernahme für den Bestattungspflichtigen aus persönlichen und/oder finanziellen Gründen unzumutbar ist.